# Франка (микрорегион)

Франка на карте.

Франка (порт. Microrregião de Franca) — микрорегион в Бразилии, входит в штат Сан-Паулу. Составная часть мезорегиона Рибейран-Прету. 
Население составляет 	386 704	 человека (на 2010 год). Площадь — 	3 442,988	 км². Плотность населения — 	112,32	 чел./км².

## Демография
Согласно сведениям, собранным в ходе переписи 2010 г. Национальным институтом географии и статистики (IBGE), население микрорегиона составляет 386 704 человек (0,94 % от населения штата), плотность населения — 112,32 чел/км².

| Тип населения       | Значение | Процент |
| ------------------- | -------- | ------- |
| Полное население    | 386 704  | 100,00  |
| Городское население | 367 260  | 94,97   |
| Сельское население  | 19 444   | 5,03    |
| Мужское население   | 190 104  | 49,16   |
| Женское население   | 196 600  | 50,84   |

## Статистика
- Валовой внутренний продукт на 2003 составляет 2 377 518 639,00 реалов (данные: Бразильский институт географии и статистики).
- Валовой внутренний продукт на душу населения на 2003 составляет 6334,48 реалов (данные: Бразильский институт географии и статистики).
- Индекс развития человеческого потенциала на 2000 составляет 0,813 (данные: Программа развития ООН).

## Состав микрорегиона
В составе микрорегиона включены следующие муниципалитеты:
1. Кристайс-Паулиста
2. Франка
3. Итирапуан
4. Жерикуара
5. Патросиниу-Паулиста
6. Педрегулью
7. Рестинга
8. Рибейран-Корренти
9. Рифайна
10. Сан-Жозе-да-Бела-Виста